# Carabietta
Carabietta é uma comuna da Suíça, no Cantão Tessino, com cerca de 101 habitantes. Estende-se por uma área de 0,42 km², de densidade populacional de 240 hab/km². Confina com as seguintes comunas: Barbengo, Caslano, Collina d'Oro, Magliaso.
A língua oficial nesta comuna é o Italiano.